# Mistrovství světa ve fotbale 1954 (soupisky)
Soupisky na Mistrovství světa ve fotbale 1954, které se hrálo ve Švýcarsku:
| Zlato          | Stříbro             | Bronz               |
| -------------- | ------------------- | ------------------- |
| SRN • Soupiska | Maďarsko • Soupiska | Rakousko • Soupiska |

## Skupina 1

### Brazílie
Hlavní trenér: Zezé Moreira

| Jméno         | Datum narození     | Datum úmrtí                         | Klub          |
| Brankáři      | Brankáři           | Brankáři                            | Brankáři      |
| ------------- | ------------------ | ----------------------------------- | ------------- |
| Castilho      | 27. listopadu 1927 | 2. února 1987 (ve věku 59 let)      | Fluminense    |
| Veludo        | 7. srpna 1930      | 26. října 1979 (ve věku 49 let)     | Fluminense    |
| Cabeção       | 23. srpna 1930     | 30. října 1996 (ve věku 66 let)     | Corinthians   |
| Obránci       |                    |                                     |               |
| Djalma Santos | 27. února 1929     | 23. července 2013 (ve věku 84 let)  | Portuguesa    |
| Nílton Santos | 16. května 1925    | 27. listopadu 2013 (ve věku 88 let) | Botafogo FR   |
| Brandãozinho  | 9. června 1925     | 4. dubna 2000 (ve věku 74 let)      | Portuguesa    |
| Paulinho      | 15. dubna 1932     | 11. června 2007 (ve věku 75 let)    | Vasco da Gama |
| Alfredo       | 27. října 1924     | 31. července 2012 (ve věku 87 let)  | São Paulo FC  |
| Mauro         | 30. srpna 1930     | 18. září 2002 (ve věku 72 let)      | São Paulo FC  |
| Záložníci     |                    |                                     |               |
| Pinheiro      | 13. ledna 1932     | 30. srpna 2011 (ve věku 79 let)     | Fluminense    |
| Bauer –       | 21. listopadu 1925 | 4. února 2007 (ve věku 81 let)      | São Paulo FC  |
| Didi          | 8. října 1928      | 12. května 2001 (ve věku 72 let)    | Fluminense    |
| Ely           | 14. května 1921    | 9. března 1991 (ve věku 69 let)     | Vasco da Gama |
| Dequinha      | 19. března 1928    | 23. března 1997 (ve věku 69 let)    | Flamengo      |
| Útočníci      |                    |                                     |               |
| Julinho       | 29. července 1929  | 10. ledna 2003 (ve věku 73 let)     | Portuguesa    |
| Baltazar      | 14. ledna 1926     | 25. března 1997 (ve věku 71 let)    | Corinthians   |
| Pinga         | 11. února 1924     | 7. března 1996 (ve věku 72 let)     | Vasco da Gama |
| Rodrigues     | 27. června 1925    | 30. října 1988 (ve věku 63 let)     | Palmeiras     |
| Maurinho      | 6. června 1933     | 28. června 1995 (ve věku 62 let)    | São Paulo FC  |
| Humberto      | 4. února 1934      | 17. dubna 1984 (ve věku 50 let)     | Palmeiras     |
| Índio         | 1. března 1931     | 19. dubna 2020 (ve věku 89 let)     | Flamengo      |
| Rubens        | 4. listopadu 1928  | 31. května 1991 (ve věku 62 let)    | Flamengo      |

### Jugoslávie
Hlavní trenér: Aleksandar Tirnanić

| Jméno                | Datum narození     | Datum úmrtí                         | Klub                   |
| Brankáři             | Brankáři           | Brankáři                            | Brankáři               |
| -------------------- | ------------------ | ----------------------------------- | ---------------------- |
| Vladimir Beara       | 2. listopadu 1928  | 11. srpna 2014 (ve věku 85 let)     | Hajduk Split           |
| Branko Kralj         | 10. března 1924    | 18. prosince 2012 (ve věku 88 let)  | Dinamo Záhřeb          |
| Obránci              |                    |                                     |                        |
| Branko Stanković     | 31. října 1921     | 20. února 2002 (ve věku 80 let)     | Crvena zvezda Bělehrad |
| Tomislav Crnković    | 17. června 1929    | 17. února 2009 (ve věku 79 let)     | Dinamo Záhřeb          |
| Ivan Horvat          | 16. července 1926  | 27. srpna 2012 (ve věku 86 let)     | Dinamo Záhřeb          |
| Vujadin Boškov       | 16. května 1931    | 27. dubna 2014 (ve věku 82 let)     | Vojvodina Novi Sad     |
| Miljan Zeković       | 15. listopadu 1925 | 10. prosince 1993 (ve věku 68 let)  | Crvena zvezda Bělehrad |
| Sima Milovanov       | 10. dubna 1923     | 16. listopadu 2002 (ve věku 79 let) | Vojvodina Novi Sad     |
| Miloš Milutinović    | 5. února 1933      | 28. ledna 2003 (ve věku 69 let)     | Partizan Bělehrad      |
| Bruno Belin          | 16. ledna 1929     | 20. října 1962 (ve věku 33 let)     | Partizan Bělehrad      |
| Záložníci            |                    |                                     |                        |
| Zlatko Čajkovski     | 24. listopadu 1923 | 27. července 1998 (ve věku 74 let)  | Partizan Bělehrad      |
| Stjepan Bobek –      | 3. prosince 1923   | 22. srpna 2010 (ve věku 86 let)     | Partizan Bělehrad      |
| Lev Mantula          | 8. prosince 1928   | 1. prosince 2008 (ve věku 79 let)   | Dinamo Záhřeb          |
| Ljubiša Spajić       | 7. března 1926     | 28. března 2004 (ve věku 78 let)    | Crvena zvezda Bělehrad |
| Zlatko Papec         | 17. ledna 1934     | 3. února 2013 (ve věku 79 let)      | Hajduk Split           |
| Útočníci             |                    |                                     |                        |
| Tihomir Ognjanov     | 2. března 1927     | 2. července 2006 (ve věku 79 let)   | Crvena zvezda Bělehrad |
| Rajko Mitić          | 19. listopadu 1922 | 29. března 2008 (ve věku 85 let)    | Crvena zvezda Bělehrad |
| Bernard Vukas        | 1. května 1927     | 4. dubna 1983 (ve věku 55 let)      | Hajduk Split           |
| Branko Zebec         | 17. května 1929    | 26. září 1988 (ve věku 59 let)      | Partizan Bělehrad      |
| Miloš Milutinović    | 5. února 1933      | 28. ledna 2003 (ve věku 69 let)     | Partizan Bělehrad      |
| Dionizije Dvornić    | 27. dubna 1926     | 30. října 1992 (ve věku 66 let)     | Dinamo Záhřeb          |
| Todor Veselinović    | 22. října 1930     | 17. května 2017 (ve věku 86 let)    | Vojvodina Novi Sad     |
| Aleksandar Petaković | 6. února 1930      | 12. dubna 2011 (ve věku 81 let)     | Radnički Bělehrad      |

### Francie
Hlavní trenér: Pierre Pibarot

| Jméno                | Datum narození     | Datum úmrtí                         | Klub                     |
| Brankáři             | Brankáři           | Brankáři                            | Brankáři                 |
| -------------------- | ------------------ | ----------------------------------- | ------------------------ |
| François Remetter    | 8. srpna 1928      | 30. září 2022 (ve věku 94 let)      | FC Metz                  |
| César Ruminski       | 14. června 1924    | 14. května 2009 (ve věku 84 let)    | Lille OSC                |
| Claude Abbes         | 24. května 1927    | 11. dubna 2008 (ve věku 80 let)     | AS Saint-Étienne         |
| Obránci              |                    |                                     |                          |
| Lazare Gianessi      | 9. listopadu 1925  | 11. srpna 2009 (ve věku 83 let)     | AS Monaco                |
| Jacques Grimonpon    | 30. července 1925  | 23. ledna 2013 (ve věku 87 let)     | FC Girondins de Bordeaux |
| Raymond Kaelbel      | 31. ledna 1932     | 17. dubna 2007 (ve věku 75 let)     | RC Strasbourg            |
| Roger Marche         | 5. března 1924     | 1. listopadu 1997 (ve věku 73 let)  | Stade Reims              |
| Armand Penverne      | 26. listopadu 1926 | 27. února 2012 (ve věku 85 let)     | Stade Reims              |
| Záložníci            |                    |                                     |                          |
| Guillaume Bieganski  | 3. listopadu 1932  | 8. října 2016 (ve věku 83 let)      | Lille OSC                |
| Antoine Cuissard     | 19. července 1924  | 3. listopadu 1997 (ve věku 73 let)  | OGC Nice                 |
| Robert Jonquet –     | 3. května 1925     | 18. prosince 2008 (ve věku 83 let)  | Stade Reims              |
| Xercès Louis         | 31. října 1926     | 6. března 1978 (ve věku 51 let)     | RC Lens                  |
| Jean-Jacques Marcel  | 13. června 1931    | 3. října 2014 (ve věku 83 let)      | FC Sochaux               |
| Abdelaziz Ben Tifour | 25. července 1927  | 19. listopadu 1970 (ve věku 43 let) | AS Troyes                |
| Michel Leblond       | 10. května 1932    | 17. prosince 2009 (ve věku 77 let)  | Stade Reims              |
| Útočníci             |                    |                                     |                          |
| Abderrahmane Mahjoub | 25. dubna 1929     | 31. srpna 2011 (ve věku 82 let)     | OGC Nice                 |
| René Dereuddre       | 26. června 1930    | 16. dubna 2008 (ve věku 77 let)     | Toulouse FC              |
| Léon Glovacki        | 19. února 1928     | 9. září 2009 (ve věku 81 let)       | Stade Reims              |
| Raymond Kopa         | 13. října 1931     | 3. března 2017 (ve věku 85 let)     | Stade Reims              |
| Ernest Schultz       | 29. ledna 1931     | 20. září 2013 (ve věku 82 let)      | Olympique Lyon           |
| André Strappe        | 23. února 1928     | 9. února 2006 (ve věku 77 let)      | Lille OSC                |
| Jean Vincent         | 29. listopadu 1930 | 13. října 2013 (ve věku 82 let)     | Lille OSC                |

### Mexiko
Hlavní trenér:  Antonio López Herranz

| Jméno              | Datum narození     | Datum úmrtí                         | Klub                    |
| Brankáři           | Brankáři           | Brankáři                            | Brankáři                |
| ------------------ | ------------------ | ----------------------------------- | ----------------------- |
| Antonio Carbajal   | 7. června 1929     | 9. května 2023 (ve věku 93 let)     | FC León                 |
| Salvador Mota      | 30. listopadu 1922 | 20. února 1986 (ve věku 63 let)     | Atlante FC              |
| Obránci            |                    |                                     |                         |
| Narciso López      | 18. srpna 1928     | leden 1988                          | Club Deportivo Oro      |
| Saturnino Martínez | 1. ledna 1928      | 7. listopadu 1960 (ve věku 32 let)  | Club Necaxa             |
| Raúl Cárdenas      | 30. října 1928     | 26. března 2016 (ve věku 87 let)    | Club Puebla             |
| Sergio Bravo       | 29. listopadu 1926 | 9. dubna 1997 (ve věku 70 let)      | FC León                 |
| Záložníci          |                    |                                     |                         |
| Jorge Romo         | 20. dubna 1934     | 17. června 2014 (ve věku 80 let)    | Club Deportivo Marte    |
| Rafael Avalos      | 6. ledna 1926      | 15. dubna 1993 (ve věku 67 let)     | Atlante FC              |
| Juan Gómez         | 26. června 1924    | 9. května 2009 (ve věku 84 let)     | Atlas FC                |
| Pedro Nájera       | 3.02.1929          | 21. srpna 2020 (ve věku 91 let)     | Club América            |
| Mario Ochoa        | 7. listopadu 1927  |                                     | Club Deportivo Marte    |
| Útočníci           |                    |                                     |                         |
| Alfredo Torres     | 31. května 1931    | 10. listopadu 2022 (ve věku 87 let) | Atlas FC                |
| José Naranjo –     | 19. března 1926    | 13. prosince 2012 (ve věku 86 let)  | Club Deportivo Oro      |
| José Luis Lamadrid | 3. července 1930   | 3. října 2021 (ve věku 91 let)      | Club Necaxa             |
| Tomás Balcázar     | 21. prosince 1931  | 26. dubna 2020 (ve věku 88 let)     | CD Guadalajara          |
| Raúl Arellano      | 28. února 1935     | 12. října 1997 (ve věku 62 let)     | CD Guadalajara          |
| Carlos Blanco      | 5. března 1928     | 9. ledna 2011 (ve věku 82 let)      | Club Necaxa             |
| Carlos Septién     | 18. ledna 1923     | 1978                                | CD Tampico              |
| Carlos Carús       | 6. října 1930      | 1997                                | Deportivo Toluca FC     |
| Moises Jinich      | 15. prosince 1927  | 2. března 2015 (ve věku 87 let)     | Atlante FC              |
| José Antonio Roca  | 24. května 1928    | 4. května 2007 (ve věku 78 let)     | Club Atlético Zacatepec |
| Ranulfo Cortés     | 9. července 1931   | 3. dubna 1994 (ve věku 62 let)      | Club Deportivo Oro      |

## Skupina 2

### Maďarsko
Hlavní trenér: Gusztáv Sebes

| Jméno            | Datum narození     | Datum úmrtí                         | Klub                   |
| Brankáři         | Brankáři           | Brankáři                            | Brankáři               |
| ---------------- | ------------------ | ----------------------------------- | ---------------------- |
| Gyula Grosics    | 4. února 1926      | 13. června 2014 (ve věku 88 let)    | Budapest Honvéd SE     |
| Sándor Geller    | 12. července 1925  | 13. března 1996 (ve věku 70 let)    | Budapesti Vörös Lobogó |
| Géza Gulyás      | 5. června 1931     | 14. srpna 2014 (ve věku 83 let)     | Budapesti Kinizsi      |
| Obránci          |                    |                                     |                        |
| Jenő Buzánszky   | 4. května 1925     | 11. ledna 2015 (ve věku 89 let)     | Dorogi Bányász         |
| Gyula Lóránt     | 6. února 1923      | 31. května 1981 (ve věku 56 let)    | Budapest Honvéd SE     |
| Mihály Lantos    | 29. září 1928      | 31. prosince 1989 (ve věku 61 let)  | Budapesti Vörös Lobogó |
| Béla Kárpáti     | 30. září 1929      | 31. prosince 2003 (ve věku 74 let)  | Győri Vasas SE         |
| Pál Várhidi      | 6. listopadu 1931  | 12. listopadu 2015 (ve věku 84 let) | Budapesti Dózsa        |
| Záložníci        |                    |                                     |                        |
| József Bozsik    | 25. listopadu 1925 | 31. května 1978 (ve věku 52 let)    | Budapest Honvéd SE     |
| Imre Kovács      | 26. listopadu 1921 | 9. března 1996 (ve věku 74 let)     | Budapesti Vörös Lobogó |
| Ferenc Szojka    | 7. dubna 1931      | 17. září 2011 (ve věku 80 let)      | Salgótarjáni BTC       |
| László Budai     | 19. července 1928  | 2. července 1983 (ve věku 54 let)   | Budapest Honvéd SE     |
| Útočníci         |                    |                                     |                        |
| József Zakariás  | 25. března 1924    | 22. listopadu 1971 (ve věku 47 let) | Budapesti Vörös Lobogó |
| József Tóth      | 16. května 1929    | 9. října 2017 (ve věku 88 let)      | Csepeli Vasas          |
| Sándor Kocsis    | 21. září 1929      | 22. července 1979 (ve věku 49 let)  | Budapest Honvéd SE     |
| Nándor Hidegkuti | 3. března 1922     | 14. února 2002 (ve věku 79 let)     | Budapesti Vörös Lobogó |
| Ferenc Puskás –  | 2. dubna 1927      | 17. listopadu 2006 (ve věku 79 let) | Budapest Honvéd SE     |
| Zoltán Czibor    | 8. srpna 1929      | 1. září 1997 (ve věku 68 let)       | Budapest Honvéd SE     |
| Ferenc Machos    | 30. června 1932    | 3. prosince 2006 (ve věku 74 let)   | Budapest Honvéd SE     |
| Lajos Csordás    | 6. října 1932      | 5. dubna 1968 (ve věku 35 let)      | Budapesti Vasas SE     |
| Péter Palotás    | 27. června 1929    | 17. května 1969 (ve věku 39 let)    | Budapesti Vörös Lobogó |
| Mihály Tóth      | 24. září 1926      | 7. března 1990 (ve věku 63 let)     | Budapesti Dózsa        |

### SRN
Hlavní trenér: Sepp Herberger

| Jméno              | Datum narození    | Datum úmrtí                        | Klub                 |
| Brankáři           | Brankáři          | Brankáři                           | Brankáři             |
| ------------------ | ----------------- | ---------------------------------- | -------------------- |
| Toni Turek         | 18. ledna 1919    | 11. května 1984 (ve věku 65 let)   | Fortuna Düsseldorf   |
| Heinz Kubsch       | 20. července 1930 | 24. října 1993 (ve věku 63 let)    | FK Pirmasens         |
| Heinz Kwiatkowski  | 16. července 1926 | 23. května 2008 (ve věku 81 let)   | Borussia Dortmund    |
| Obránci            |                   |                                    |                      |
| Fritz Laband       | 1. listopadu 1925 | 3. ledna 1982 (ve věku 56 let)     | Hamburger SV         |
| Werner Kohlmeyer   | 19. dubna 1924    | 26. března 1974 (ve věku 49 let)   | 1. FC Kaiserslautern |
| Hans Bauer         | 28. července 1927 | 31. října 1997 (ve věku 70 let)    | Bayern Mnichov       |
| Herbert Erhardt    | 6. července 1930  | 3. července 2010 (ve věku 79 let)  | SpVgg Fürth          |
| Josef Posipal      | 20. června 1927   | 21. února 1997 (ve věku 69 let)    | Hamburger SV         |
| Werner Liebrich    | 18. ledna 1927    | 20. března 1995 (ve věku 68 let)   | 1. FC Kaiserslautern |
| Záložníci          |                   |                                    |                      |
| Horst Eckel        | 8. února 1932     | 3. prosince 2021 (ve věku 89 let)  | 1. FC Kaiserslautern |
| Karl Mai           | 27. července 1928 | 15. března 1993 (ve věku 64 let)   | SpVgg Fürth          |
| Paul Mebus         | 9. června 1920    | 11. prosince 1993 (ve věku 73 let) | 1. FC Köln           |
| Karl-Heinz Metzner | 9. ledna 1923     | 25. října 1994 (ve věku 71 let)    | KSV Hessen Kassel    |
| Alfred Pfaff       | 16. července 1926 | 27. prosince 2008 (ve věku 82 let) | Eintracht Frankfurt  |
| Útočníci           |                   |                                    |                      |
| Helmut Rahn        | 16. srpna 1929    | 14. srpna 2003 (ve věku 73 let)    | Rot-Weiss Essen      |
| Max Morlock        | 11. května 1925   | 10. září 1994 (ve věku 69 let)     | 1. FC Norimberk      |
| Bernhard Klodt     | 26. října 1926    | 23. května 1996 (ve věku 69 let)   | FC Schalke 04        |
| Ottmar Walter      | 6. března 1924    | 16. června 2013 (ve věku 89 let)   | 1. FC Kaiserslautern |
| Fritz Walter –     | 31. října 1920    | 18. června 2002 (ve věku 81 let)   | 1. FC Kaiserslautern |
| Richard Herrmann   | 28. ledna 1923    | 27. července 1962 (ve věku 39 let) | FSV Frankfurt        |
| Ulrich Biesinger   | 6. srpna 1933     | 18. června 2011 (ve věku 77 let)   | BC Augsburg          |
| Hans Schäfer       | 19. října 1927    | 7. listopadu 2017 (ve věku 90 let) | 1. FC Köln           |

### Turecko
Hlavní trenér:  Sandro Puppo

| Jméno                  | Datum narození    | Datum úmrtí                         | Klub               |
| Brankáři               | Brankáři          | Brankáři                            | Brankáři           |
| ---------------------- | ----------------- | ----------------------------------- | ------------------ |
| Turgay Şeren –         | 15. května 1932   | 6. července 2016 (ve věku 84 let)   | Galatasaray SK     |
| Şükrü Ersoy            | 14. ledna 1934    |                                     | MKE Ankaragücü     |
| Obránci                |                   |                                     |                    |
| Rıdvan Bolatlı         | 2. prosince 1928  | 31. března 2022 (ve věku 93 let)    | MKE Ankaragücü     |
| Basri Dirimlili        | 7. června 1929    | 14. září 1997 (ve věku 68 let)      | Fenerbahçe SK      |
| Mustafa Ertan          | 21. dubna 1926    | 17. prosince 2005 (ve věku 79 let)  | MKE Ankaragücü     |
| Bülent Eken            | 26. října 1923    | 25. června 2016 (ve věku 92 let)    | Galatasaray SK     |
| Ali Beratlıgil         | 21. října 1931    | 1. února 2016 (ve věku 84 let)      | Galatasaray SK     |
| Nedim Günar            | 2. ledna 1932     | 7. září 2011 (ve věku 79 let)       | Fenerbahçe SK      |
| Naci Erdem             | 28. ledna 1931    | 28. března 2022 (ve věku 91 let)    | Fenerbahçe SK      |
| Akgün Kaçmaz           | 19. února 1935    | 12. listopadu 2023 (ve věku 88 let) | Fenerbahçe SK      |
| Ahmet Berman           | 1. ledna 1932     | 17. prosince 1980 (ve věku 48 let)  | Fatih Karagümrük   |
| Záložníci              |                   |                                     |                    |
| Çetin Zeybek           | 12. září 1932     | 10. listopadu 1990 (ve věku 58 let) | Kasımpaşa SK       |
| Rober Eryol            | 21. prosince 1930 | 21. prosince 2000 (ve věku 70 let)  | Galatasaray SK     |
| Mehmet Dinçer          | 1. ledna 1924     |                                     | Fenerbahçe SK      |
| Útočníci               |                   |                                     |                    |
| Erol Keskin            | 2. března 1927    | 1. října 2016 (ve věku 89 let)      | Adalet SK Istanbul |
| Suat Mamat             | 8. listopadu 1930 | 3. února 2016 (ve věku 85 let)      | Galatasaray SK     |
| Feridun Buğeker        | 5. dubna 1933     | 6. října 2014 (ve věku 81 let)      | Fenerbahçe SK      |
| Burhan Sargun          | 11. února 1929    | 15. září 2023 (ve věku 94 let)      | Fenerbahçe SK      |
| Lefter Küçükandonyadis | 22. prosince 1925 | 13. ledna 2012 (ve věku 86 let)     | Fenerbahçe SK      |
| Necmi Onarıcı          | 2. listopadu 1925 | 21. srpna 1968 (ve věku 42 let)     | Adalet SK Istanbul |
| Kadri Aytaç            | 6. srpna 1931     | 28. března 2003 (ve věku 71 let)    | Galatasaray SK     |
| Coşkun Taş             | 23. dubna 1935    | 11. listopadu 2024 (ve věku 89 let) | Beşiktaş JK        |

### Jižní Korea
Hlavní trenér:  Kim Jong-sik

| Jméno            | Datum narození     | Datum úmrtí                         | Klub                                 |
| Brankáři         | Brankáři           | Brankáři                            | Brankáři                             |
| ---------------- | ------------------ | ----------------------------------- | ------------------------------------ |
| Hong Dok-jang    | 5. května 1921     | 13. září 2005 (ve věku 84 let)      | Chosun Textile Company FC            |
| Ham Hjung-čchul  | 17. listopadu 1930 | 11. září 2000 (ve věku 69 let)      | Army Provost Marshal Headquarters FC |
| Obránci          |                    |                                     |                                      |
| Pak Kju-čchung   | 21. dubna 1915     | 17. října 2000 (ve věku 85 let)     | Army Logistics Command FC            |
| Pak Če-sung      | 1. dubna 1923      |                                     | Counterintelligence Corps FC         |
| Min Bjung-de –   | 20. února 1918     | 4. ledna 1983 (ve věku 64 let)      | Counterintelligence Corps FC         |
| Li Čong-kap      | 18. března 1918    | 15. srpna 1993 (ve věku 75 let)     | Counterintelligence Corps FC         |
| Han Čchang-wha   | 3. listopadu 1922  | 18. dubna 2006 (ve věku 83 let)     | Counterintelligence Corps FC         |
| Záložníci        |                    |                                     |                                      |
| Kang Čchang-gi   | 28. srpna 1928     | 5. ledna 2007 (ve věku 78 let)      | Chosun Textile Company FC            |
| I Sang-yi        | 1. ledna 1922      | 19. dubna 2005 (ve věku 83 let)     | Chosun Textile Company FC            |
| Čchung Nam-sik   | 16. února 1917     | 5. dubna 2005 (ve věku 78 let)      | Counterintelligence Corps FC         |
| Kim Či-sung      | 7. listopadu 1924  | 12. listopadu 1982 (ve věku 58 let) | Counterintelligence Corps FC         |
| Čchu Jung-kwang  | 15. července 1931  | 28. září 1982 (ve věku 51 let)      | Navy FC                              |
| Útočníci         |                    |                                     |                                      |
| I So-nam         | 2. února 1927      | 8. ledna 1984 (ve věku 56 let)      | Counterintelligence Corps FC         |
| Čchoi Čchung-min | 30. srpna 1930     | 8. srpna 1983 (ve věku 52 let)      | Counterintelligence Corps FC         |
| Wo Sang-kwon     | 2. února 1928      | 13. prosince 1975 (ve věku 47 let)  | Army Provost Marshal Headquarters FC |
| Sung Nak-won     | 2. února 1926      | 28. května 1997 (ve věku 71 let)    | Army Logistics Command FC            |
| Pak Il-kap       | 21. března 1926    | 11. září 1987 (ve věku 61 let)      | Counterintelligence Corps FC         |
| Čchoi Jung-kjun  | 8. února 1923      | 20. července 1994 (ve věku 71 let)  | Navy FC                              |
| Li Ki-čo         | 12. listopadu 1926 | 9. prosince 1996 (ve věku 70 let)   | Chosun Textile Company FC            |
| Čchung Kok-čchin | 2. ledna 1917      | 10. února 1976 (ve věku 59 let)     | Navy FC                              |

## Skupina 3

### Uruguay
Hlavní trenér: Juan López

| Jméno                    | Datum narození    | Datum úmrtí                         | Klub                |
| Brankáři                 | Brankáři          | Brankáři                            | Brankáři            |
| ------------------------ | ----------------- | ----------------------------------- | ------------------- |
| Roque Máspoli            | 12. října 1917    | 22. února 2004 (ve věku 86 let)     | CA Peñarol          |
| Julio Maceiras           | 22. dubna 1926    | 6. září 2011 (ve věku 85 let)       | Danubio FC          |
| Obránci                  |                   |                                     |                     |
| José Santamaría          | 31. července 1929 |                                     | Nacional Montevideo |
| William Martínez         | 13. ledna 1928    | 28. prosince 1997 (ve věku 69 let)  | Rampla Juniors      |
| Víctor Rodríguez Andrade | 2. května 1927    | 19. května 1985 (ve věku 58 let)    | CA Peñarol          |
| Mirto Davoine            | 13. února 1933    | 7. prosince 1999 (ve věku 66 let)   | CA Peñarol          |
| Eusebio Tejera           | 6. ledna 1922     | 9. listopadu 2002 (ve věku 80 let)  | Defensor Sporting   |
| Záložníci                |                   |                                     |                     |
| Obdulio Varela –         | 20. září 1917     | 2. srpna 1996 (ve věku 78 let)      | CA Peñarol          |
| Roberto Leopardi         | 19. července 1933 |                                     | Nacional Montevideo |
| Urbano Rivera            | 1. dubna 1926     | 25. července 2002 (ve věku 76 let)  | Danubio FC          |
| Néstor Carballo          | 3. února 1929     | 22. září 1981 (ve věku 52 let)      | Nacional Montevideo |
| Luis Cruz                | 28. dubna 1925    | 1998                                | Nacional Montevideo |
| Útočníci                 |                   |                                     |                     |
| Julio Abbadie            | 7. září 1930      | 16. července 2014 (ve věku 83 let)  | Peñarol             |
| Juan Hohberg             | 8. října 1929     | 30. dubna 1996 (ve věku 66 let)     | Peñarol             |
| Oscar Míguez             | 5. prosince 1927  | 19. srpna 2006 (ve věku 78 let)     | Peñarol             |
| Juan Alberto Schiaffino  | 28. července 1925 | 13. listopadu 2002 (ve věku 77 let) | CA Peñarol          |
| Carlos Borges            | 14. ledna 1932    | 5. února 2014 (ve věku 82 let)      | Peñarol             |
| Rafael Souto             | 24. října 1930    |                                     | Nacional Montevideo |
| Javier Ambrois           | 9. května 1932    | 25. června 1975 (ve věku 43 let)    | Nacional Montevideo |
| Omar Méndez              | 7. srpna 1934     |                                     | Nacional Montevideo |
| Julio Pérez              | 19. června 1926   | 22. září 2002 (ve věku 76 let)      | Nacional Montevideo |
| Luis Castro              | 31. července 1921 | 17. prosince 2002 (ve věku 81 let)  | Defensor Sporting   |

### Rakousko
Hlavní trenér: Walter Nausch

| Jméno              | Datum narození     | Datum úmrtí                         | Klub                 |
| Brankáři           | Brankáři           | Brankáři                            | Brankáři             |
| ------------------ | ------------------ | ----------------------------------- | -------------------- |
| Kurt Schmied –     | 14. června 1926    | 9. prosince 2007 (ve věku 81 let)   | First Vienna FC 1894 |
| Franz Pelikan      | 6. listopadu 1925  | 21. března 1994 (ve věku 68 let)    | Wacker Vídeň         |
| Walter Zeman       | 1. května 1927     | 8. srpna 1991 (ve věku 64 let)      | Rapid Vídeň          |
| Obránci            |                    |                                     |                      |
| Gerhard Hanappi    | 16. února 1929     | 23. srpna 1980 (ve věku 51 let)     | Rapid Vídeň          |
| Leopold Barschandt | 12. srpna 1925     | 5. října 2000 (ve věku 75 let)      | Wiener Sport-Club    |
| Ernst Ocwirk       | 7. března 1926     | 23. ledna 1980 (ve věku 53 let)     | Austria Vídeň        |
| Paul Halla         | 10. dubna 1931     | 6. prosince 2005 (ve věku 74 let)   | Rapid Vídeň          |
| Záložníci          |                    |                                     |                      |
| Ernst Happel       | 29. listopadu 1925 | 14. listopadu 1992 (ve věku 66 let) | Rapid Vídeň          |
| Karl Koller        | 8. února 1929      | 24. ledna 2009 (ve věku 79 let)     | First Vienna FC 1894 |
| Erich Probst       | 5. prosince 1927   | 16. března 1988 (ve věku 60 let)    | Rapid Vídeň          |
| Karl Stotz         | 27. března 1927    | 4. dubna 2017 (ve věku 90 let)      | Austria Vídeň        |
| Walter Kollmann    | 17. června 1932    | 16. května 2017 (ve věku 84 let)    | Wacker Vídeň         |
| Karl Giesser       | 29. října 1928     | 15. ledna 2010 (ve věku 81 let)     | Rapid Vídeň          |
| Alfred Teinitzer   | 29. července 1929  | 20. dubna 2021 (ve věku 91 let)     | LASK Linz            |
| Johann Riegler     | 17. července 1929  | 31. srpna 2011 (ve věku 82 let)     | Rapid Vídeň          |
| Útočníci           |                    |                                     |                      |
| Robert Körner      | 21. srpna 1924     | 22. června 1989 (ve věku 64 let)    | Rapid Vídeň          |
| Walter Schleger    | 19. září 1929      | 3. prosince 1999 (ve věku 70 let)   | Austria Vídeň        |
| Theodor Wagner     | 6. srpna 1927      | 21. ledna 2020 (ve věku 92 let)     | Wacker Vídeň         |
| Alfred Körner      | 14. února 1926     | 23. ledna 2020 (ve věku 93 let)     | Rapid Vídeň          |
| Robert Dienst      | 1. března 1928     | 13. června 2000 (ve věku 72 let)    | Rapid Vídeň          |
| Ernst Stojaspal    | 14. ledna 1925     | 3. dubna 2002 (ve věku 77 let)      | Austria Vídeň        |
| Walter Haummer     | 22. listopadu 1928 | 5. října 2008 (ve věku 79 let)      | Wacker Vídeň         |

### Československo
Hlavní trenér: Karol Borhy

| Jméno              | Datum narození    | Datum úmrtí                         | Klub                   |
| Brankáři           | Brankáři          | Brankáři                            | Brankáři               |
| ------------------ | ----------------- | ----------------------------------- | ---------------------- |
| Theodor Reimann    | 10. února 1921    | 30. srpna 1982 (ve věku 61 let)     | Slovan Bratislava      |
| Viliam Schrojf     | 2. srpna 1931     | 1. září 2007 (ve věku 76 let)       | Křídla vlasti Olomouc  |
| Imrich Stacho      | 4. listopadu 1931 | 10. ledna 2006 (ve věku 74 let)     | Tankista Praha         |
| Obránci            |                   |                                     |                        |
| Ladislav Novák –   | 5. prosince 1931  | 21. března 2011 (ve věku 79 let)    | ÚDA Praha              |
| Jiří Trnka         | 2. prosince 1926  | 1. března 2005 (ve věku 78 let)     | ÚDA Praha              |
| Anton Krásnohorský | 22. října 1925    | 25. června 1988 (ve věku 62 let)    | Iskra Žilina           |
| František Šafránek | 2. ledna 1931     | 27. června 1987 (ve věku 56 let)    | ÚDA Praha              |
| Záložníci          |                   |                                     |                        |
| Svatopluk Pluskal  | 28. října 1930    | 29. května 2005 (ve věku 74 let)    | ÚDA Praha              |
| Michal Benedikovič | 31. května 1923   | 18. dubna 2007 (ve věku 83 let)     | Slovan Bratislava      |
| Jiří Hledík        | 19. dubna 1929    | 25. dubna 2015 (ve věku 86 let)     | Křídla vlasti Olomouc  |
| Jan Hertl          | 23. ledna 1929    | 14. května 1996 (ve věku 67 let)    | ÚDA Praha              |
| Zdeněk Procházka   | 12. ledna 1928    | 24. září 2016 (ve věku 88 let)      | Spartak Praha Sokolovo |
| Útočníci           |                   |                                     |                        |
| Ladislav Hlaváček  | 26. června 1925   | 21. dubna 2014 (ve věku 88 let)     | ÚDA Praha              |
| Ota Hemele         | 22. ledna 1926    | 31. května 2001 (ve věku 75 let)    | ÚDA Praha              |
| Anton Malatinský   | 15. ledna 1920    | 1. prosince 1992 (ve věku 72 let)   | Baník Handlová         |
| Emil Pažický       | 14. října 1927    | 21. listopadu 2003 (ve věku 76 let) | Slovan Bratislava      |
| Jiří Pešek         | 4. června 1927    | 20. května 2011 (ve věku 83 let)    | Spartak Praha Sokolovo |
| Ladislav Kačáni    | 1. dubna 1931     | 5. února 2018 (ve věku 86 let)      | ČH Bratislava          |
| Tadeáš Kraus       | 22. října 1932    | 30. října 2018 (ve věku 86 let)     | Křídla vlasti Olomouc  |
| Josef Majer        | 8. června 1925    | 14. října 2013 (ve věku 88 let)     | Baník Kladno           |
| Jaroslav Košnar    | 17. srpna 1930    | 21. dubna 1985 (ve věku 54 let)     | ČH Bratislava          |
| Kazimír Gajdoš     | 28. března 1934   | 8. listopadu 2016 (ve věku 82 let)  | Tatran Prešov          |

### Skotsko
Hlavní trenér: Andy Beattie

| Jméno               | Datum narození     | Datum úmrtí                         | Klub                  |
| Brankáři            | Brankáři           | Brankáři                            | Brankáři              |
| ------------------- | ------------------ | ----------------------------------- | --------------------- |
| Fred Martin         | 13. května 1929    | 20. srpna 2013 (ve věku 84 let)     | Aberdeen FC           |
| John Anderson *     | 8. prosince 1929   | 22. srpna 2001 (ve věku 71 let)     | Leicester City FC     |
| Obránci             |                    |                                     |                       |
| Willie Cunningham – | 22. února 1925     | 27. listopadu 2000 (ve věku 75 let) | Preston North End FC  |
| Jock Aird           | 18. února 1926     | 29. června 2021 (ve věku 95 let)    | Burnley FC            |
| Bobby Evans         | 16. července 1927  | 1. září 2001 (ve věku 74 let)       | Celtic FC             |
| Tommy Docherty      | 24. srpna 1928     | 31. prosince 2020 (ve věku 92 let)  | Preston North End FC  |
| Alex Wilson *       | 29. října 1933     | 29. července 2010 (ve věku 76 let)  | Portsmouth FC         |
| Záložníci           |                    |                                     |                       |
| Jimmy Davidson      | 8. listopadu 1925  | 2. ledna 1996 (ve věku 70 let)      | Partick Thistle FC    |
| Doug Cowie          | 1. května 1926     | 26. listopadu 2021 (ve věku 95 let) | Dundee FC             |
| David Mathers *     | 25. října 1931     | 22. srpna 2014 (ve věku 82 let)     | Partick Thistle FC    |
| Útočníci            |                    |                                     |                       |
| John McKenzie       | 4. září 1925       | 5. července 2017 (ve věku 91 let)   | Partick Thistle FC    |
| George Hamilton     | 7. prosince 1917   | 22. května 2001 (ve věku 83 let)    | Aberdeen FC           |
| Allan Brown         | 12. října 1926     | 20. dubna 2011 (ve věku 84 let)     | Blackpool FC          |
| Neil Mochan         | 6. dubna 1927      | 28. srpna 1994 (ve věku 67 let)     | Celtic FC             |
| Willie Fernie       | 22. listopadu 1928 | 1. července 2011 (ve věku 82 let)   | Celtic FC             |
| Willie Ormond       | 23. února 1927     | 4. května 1984 (ve věku 57 let)     | Hibernian FC          |
| Bobby Johnstone *   | 7. září 1929       | 22. srpna 2001 (ve věku 71 let)     | Hibernian FC          |
| Jackie Henderson *  | 17. ledna 1932     | 26. ledna 2005 (ve věku 73 let)     | Portsmouth FC         |
| Jimmy Binning *     | 25. července 1927  | 1991                                | Queen of the South FC |
| Bobby Combe *       | 29. února 1924     | 19. ledna 1991 (ve věku 66 let)     | Hibernian FC          |
| Ernie Copland *     | 15. dubna 1927     | prosinec 1971                       | Raith Rovers FC       |
| Ian McMillan *      | 18. března 1931    | 16. února 2024 (ve věku 92 let)     | Airdrieonians FC      |

- Hráči označení * John Anderson, Alex Wilson, David Mathers, Jackie Henderson, Jimmy Binning, Bobby Combe, Ernie Copland a Ian McMillan na šampionát necestovali (byli připraveni doma jako rezerva). Bobby Johnstone původně cestoval, ale vrátil se domů zraněn před turnajem a byl nahrazen George Hamiltonem.

## Skupina 4

### Anglie
Hlavní trenér: Walter Winterbottom

| Jméno             | Datum narození    | Datum úmrtí                         | Klub                    |
| Brankáři          | Brankáři          | Brankáři                            | Brankáři                |
| ----------------- | ----------------- | ----------------------------------- | ----------------------- |
| Gil Merrick       | 26. ledna 1922    | 3. února 2010 (ve věku 88 let)      | Birmingham City         |
| Ted Burgin        | 29. dubna 1927    | 26. března 2019 (ve věku 91 let)    | Sheffield United        |
| Obránci           |                   |                                     |                         |
| Ron Staniforth    | 13. dubna 1924    | 5. října 1988 (ve věku 64 let)      | Huddersfield Town AFC   |
| Roger Byrne       | 8. února 1929     | 6. února 1958 (ve věku 28 let)      | Manchester United       |
| Billy Wright –    | 6. února 1924     | 3. září 1994 (ve věku 70 let)       | Wolverhampton Wanderers |
| Ken Green         | 27. dubna 1924    | 7. července 2001 (ve věku 77 let)   | Birmingham City         |
| Allenby Chilton * | 16. září 1918     | 15. června 1996 (ve věku 77 let)    | Manchester United       |
| Záložníci         |                   |                                     |                         |
| Syd Owen          | 28. února 1922    | 27. srpna 1998 (ve věku 76 let)     | Luton Town              |
| Jimmy Dickinson   | 24. dubna 1925    | 8. listopadu 1982 (ve věku 57 let)  | Portsmouth              |
| Bill McGarry      | 10. června 1927   | 15. března 2005 (ve věku 77 let)    | Huddersfield Town AFC   |
| Albert Quixall    | 9. srpna 1933     | 12. listopadu 2020 (ve věku 87 let) | Sheffield Wednesday     |
| Ken Armstrong *   | 3. června 1924    | 13. června 1984 (ve věku 60 let)    | Chelsea                 |
| Bedford Jezzard * | 19. října 1927    | 21. května 2005 (ve věku 77 let)    | Fulham                  |
| Johnny Haynes *   | 17. října 1934    | 18. října 2005 (ve věku 71 let)     | Fulham                  |
| Útočníci          |                   |                                     |                         |
| Stanley Matthews  | 1. února 1915     | 23. února 2000 (ve věku 85 let)     | Blackpool               |
| Ivor Broadis      | 18. prosince 1922 | 12. dubna 2019 (ve věku 96 let)     | Newcastle United        |
| Nat Lofthouse     | 27. srpna 1925    | 15. ledna 2011 (ve věku 85 let)     | Bolton Wanderers        |
| Tommy Taylor      | 29. ledna 1932    | 6. února 1958 (ve věku 26 let)      | Manchester United       |
| Tom Finney        | 5. dubna 1922     | 14. února 2014 (ve věku 91 let)     | Preston North End       |
| Dennis Wilshaw    | 11. března 1926   | 10. května 2004 (ve věku 78 let)    | Wolverhampton Wanderers |
| Jimmy Mullen      | 6. ledna 1923     | 23. října 1987 (ve věku 64 let)     | Wolverhampton Wanderers |
| Harry Hooper *    | 14. června 1933   | 26. srpna 2020 (ve věku 87 let)     | West Ham United         |

- Hráči označení * Ken Armstrong, Allenby Chilton, Johnny Haynes, Harry Hooper a Bedford Jezzard na šampionát necestovali (byli připraveni doma jako rezerva).

### Švýcarsko
Hlavní trenér:  Karl Rappan

| Jméno            | Datum narození    | Datum úmrtí                         | Klub                    |
| Brankáři         | Brankáři          | Brankáři                            | Brankáři                |
| ---------------- | ----------------- | ----------------------------------- | ----------------------- |
| Walter Eich      | 27. května 1925   | 1. června 2018 (ve věku 93 let)     | Young Boys Bern         |
| Eugene Parlier   | 13. února 1929    | 30. října 2017 (ve věku 86 let)     | Servette FC             |
| Georges Stuber   | 11. května 1925   | 16. dubna 2006 (ve věku 80 let)     | Lausanne Sports         |
| Obránci          |                   |                                     |                         |
| Marcel Flückiger | 20. června 1929   | 27. listopadu 2010 (ve věku 81 let) | Young Boys Bern         |
| Roger Mathis     | 4. dubna 1921     | 9. července 2015 (ve věku 94 let)   | Lausanne Sports         |
| André Neury      | 3. září 1921      | 16. října 2007 (ve věku 86 let)     | Servette FC             |
| Oliver Eggimann  | 6. srpna 1921     | 6. dubna 2002 (ve věku 80 let)      | FC La Chaux-de-Fonds    |
| Willy Kernen     | 6. srpna 1929     | 12. listopadu 2009 (ve věku 80 let) | FC La Chaux-de-Fonds    |
| Záložníci        |                   |                                     |                         |
| Roger Bocquet –  | 9. dubna 1921     | 10. března 1994 (ve věku 72 let)    | Lausanne Sports         |
| Heinz Bigler     | 21. prosince 1925 | 20. června 2002 (ve věku 76 let)    | Young Boys Bern         |
| Charles Casali   | 27. dubna 1923    | 8. ledna 2014 (ve věku 90 let)      | Young Boys Bern         |
| Gilbert Fesselet | 16. dubna 1928    | 27. dubna 2022 (ve věku 94 let)     | FC La Chaux-de-Fonds    |
| Ivo Frosio       | 27. dubna 1930    | 18. dubna 2019 (ve věku 88 let)     | Grasshopper Club Zürich |
| Útočníci         |                   |                                     |                         |
| Norbert Eschmann | 19. března 1933   | 13. května 2009 (ve věku 76 let)    | Lausanne Sports         |
| Charles Antenen  | 3. listopadu 1929 | 20. května 2000 (ve věku 70 let)    | FC La Chaux-de-Fonds    |
| Robert Ballaman  | 21. června 1926   | 9. května 2011 (ve věku 85 let)     | Grasshopper Club Zürich |
| Jacques Fatton   | 19. prosince 1925 | 26. července 2011 (ve věku 85 let)  | Servette FC             |
| Josef Hügi       | 23. ledna 1930    | 16. dubna 1995 (ve věku 65 let)     | FC Basilej              |
| Marcel Mauron    | 25. března 1929   | 21. ledna 2022 (ve věku 92 let)     | FC La Chaux-de-Fonds    |
| Eugen Meier      | 30. dubna 1930    | 26. března 2002 (ve věku 71 let)    | Young Boys Bern         |
| Ferdinando Riva  | 3. července 1930  | 15. srpna 2014 (ve věku 84 let)     | FC Chiasso              |
| Roger Vonlanthen | 13. února 1929    | červenec 2020                       | Grasshopper Club Zürich |

### Itálie
Hlavní trenér:  Lajos Czeizler

| Jméno                 | Datum narození    | Datum úmrtí                         | Klub        |
| Brankáři              | Brankáři          | Brankáři                            | Brankáři    |
| --------------------- | ----------------- | ----------------------------------- | ----------- |
| Giorgio Ghezzi        | 10. července 1930 | 12. prosince 1990 (ve věku 60 let)  | Inter Milán |
| Giovanni Viola        | 26. června 1926   | 7. července 2008 (ve věku 82 let)   | Juventus    |
| Leonardo Costagliola  | 27. října 1921    | 7. března 2008 (ve věku 86 let)     | Fiorentina  |
| Obránci               |                   |                                     |             |
| Guido Vincenzi        | 14. července 1932 | 14. srpna 1997 (ve věku 65 let)     | Inter Milán |
| Giovanni Giacomazzi   | 18. ledna 1928    | 12. prosince 1995 (ve věku 67 let)  | Inter Milán |
| Maino Neri            | 30. června 1924   | 8. prosince 1995 (ve věku 71 let)   | Inter Milán |
| Ardico Magnini        | 21. října 1928    | 3. července 2020 (ve věku 91 let)   | Fiorentina  |
| Sergio Cervato        | 22. března 1929   | 9. října 2005 (ve věku 76 let)      | Fiorentina  |
| Giacomo Mari          | 17. října 1924    | 16. října 1991 (ve věku 66 let)     | Juventus    |
| Záložníci             |                   |                                     |             |
| Omero Tognon          | 3. března 1924    | 23. srpna 1990 (ve věku 66 let)     | AC Milán    |
| Fulvio Nesti          | 8. června 1925    | 1. ledna 1996 (ve věku 70 let)      | Inter Milán |
| Rino Ferrario         | 7. prosince 1926  | 19. září 2012 (ve věku 85 let)      | Juventus    |
| Gino Pivatelli        | 27. března 1933   |                                     | Bologna     |
| Guido Gratton         | 23. září 1932     | 26. listopadu 1996 (ve věku 64 let) | Fiorentina  |
| Útočníci              |                   |                                     |             |
| Ermes Muccinelli      | 28. července 1927 | 4. listopadu 1994 (ve věku 67 let)  | Juventus    |
| Egisto Pandolfini     | 19. února 1926    | 29. ledna 2019 (ve věku 92 let)     | AS Řím      |
| Carlo Galli           | 6. března 1931    | 6. listopadu 2022 (ve věku 91 let)  | AS Řím      |
| Gino Cappello         | 2. června 1920    | 28. března 1990 (ve věku 69 let)    | Bologna     |
| Benito Lorenzi        | 20. prosince 1925 | 3. března 2007 (ve věku 81 let)     | Inter Milán |
| Armando Segato        | 3. května 1930    | 19. února 1973 (ve věku 42 let)     | Fiorentina  |
| Giampiero Boniperti – | 4. července 1928  | 18. června 2021 (ve věku 92 let)    | Juventus    |
| Amleto Frignani       | 5. března 1932    | 2. března 1997 (ve věku 64 let)     | AC Milán    |

### Belgie
Hlavní trenér:  Doug Livingstone

| Jméno                   | Datum narození    | Datum úmrtí                         | Klub                        |
| Brankáři                | Brankáři          | Brankáři                            | Brankáři                    |
| ----------------------- | ----------------- | ----------------------------------- | --------------------------- |
| Léopold Gernaey         | 25. února 1927    | 1. srpna 2005 (ve věku 78 let)      | ASV Oostende KM             |
| Charles Geerts          | 29. října 1930    | 31. ledna 2015 (ve věku 84 let)     | Royal Beerschot AC          |
| Raymond Ausloos         | 15. května 1928   | 1. prosince 2012 (ve věku 84 let)   | White Star                  |
| Obránci                 |                   |                                     |                             |
| Marcel Dries            | 19. září 1929     | 27. září 2011 (ve věku 82 let)      | Berchem Sport               |
| Alfons Van Brandt       | 24. června 1927   | 24. srpna 2011 (ve věku 84 let)     | Lierse SK                   |
| Constant Huysmans       | 11. října 1928    | 16. května 2016 (ve věku 87 let)    | Royal Beerschot AC          |
| Henri Dirickx           | 7. července 1927  | 26. června 2018 (ve věku 90 let)    | Royale Union Saint-Gilloise |
| Jef Van Der Linden      | 2. listopadu 1927 | 8. května 2008 (ve věku 80 let)     | Royal Antwerp FC            |
| Záložníci               |                   |                                     |                             |
| Louis Carré             | 7. ledna 1925     | 10. června 2002 (ve věku 77 let)    | RFC de Liège                |
| Victor Mees             | 26. ledna 1927    | 11. listopadu 2012 (ve věku 85 let) | Royal Antwerp FC            |
| Jozef Vliers            | 18. prosince 1932 | 11. ledna 1995 (ve věku 62 let)     | Royal Beerschot AC          |
| Robert Van Kerkhoven    | 1. října 1924     | 18. června 2017 (ve věku 92 let)    | Daring Club                 |
| Jo Backaert             | 5. srpna 1921     | 12. června 1997 (ve věku 75 let)    | R. Charleroi SC             |
| Robert Maertens         | 24. ledna 1930    | 11. ledna 2003 (ve věku 72 let)     | Royal Antwerp FC            |
| Jean Van Steen          | 2. června 1929    | 28. února 2013 (ve věku 83 let)     | RSC Anderlechtois           |
| Útočníci                |                   |                                     |                             |
| Denis Houf              | 16. února 1932    | 7. prosince 2012 (ve věku 80 let)   | Standard Lutych             |
| Henri Coppens           | 29. dubna 1930    | 5. února 2015 (ve věku 84 let)      | Royal Beerschot AC          |
| Léopold Anoul           | 19. srpna 1922    | 11. února 1990 (ve věku 67 let)     | RFC de Liège                |
| Joseph Mermans –        | 16. února 1922    | 20. ledna 1996 (ve věku 73 let)     | RSC Anderlechtois           |
| Hippolyte Van Den Bosch | 30. dubna 1926    | 1. prosince 2011 (ve věku 85 let)   | RSC Anderlechtois           |
| Pieter Van Den Bosch    | 31. října 1927    | 31. ledna 2009 (ve věku 81 let)     | RSC Anderlechtois           |
| Luc Van Hoyweghen       | 7. ledna 1929     | 30. června 2013 (ve věku 84 let)    | Daring Club                 |